# Numéro Indigo

Numéro indigo

Indigo est une marque de l'entreprise française de télécommunications France Télécom pour définir les paliers tarifaires (trois) de ses numéros d'accueil.

## Histoire
Au 1er octobre 2015, l'Arcep met fin aux numéros Indigo qui sont remplacés par des numéros à service tarifé en supplément du coût de l'appel.
Ces numéros à service tarifé en supplément de l'appel (commençant par 0810 à 0899) ne sont à présent plus facturés différemment pour les gens qui appellent depuis un téléphone mobile alors qu'auparavant ils pouvaient être surfacturés par l'opérateur, lorsque l'appel n'était pas émis depuis un poste fixe.

## Principe
Le coût des appels est à la charge de l'appelant. L'entreprise peut percevoir des reversements sur les appels entrants. Avec le numéro Indigo, quel que soit le nombre d'appels, l'entreprise ne paie pas les frais de communication.
Depuis la réforme SVA du 1er octobre 2015, le coût du service pour les appels passés depuis un téléphone mobile vers un numéro Indigo (magenta) sont facturés à l'abonné au même tarif que depuis un fixe, ceci garantit que l'appelant supporte l'intégralité du coût de l'appel.

## Les numéros
Depuis le 1er octobre 2015 il existe 3 catégories de numéro Indigo:
| Numéros spéciaux commençant par | Prix du service par minute | ou prix maximum du service par appel |
| ------------------------------- | -------------------------- | ------------------------------------ |
| 081- - - - - - -                | Inférieur à 0,06 €/min     | 0,15 €/appel                         |
| 082- - - - - - -                | Inférieur à 0,20 €/min     | 0,50 €/appel                         |
| 089- - - - - - -                | Inférieur à 0,80 €/min     | 3,00 €/appel                         |

Le prix de la communication payée par l'appelant est égal au prix d'un appel vers un numéro fixe français (ou décomptage du forfait) plus le prix du service facturé à la minute ou un prix maximum par appel.  
Au moment de leur création, n'avaient été prévus que deux types de numéros Indigo :
- Les numéros à 10 chiffres commençant par 0825 ou 0826 facturés 0,15€ TTC par minute[4] (à partir d'un téléphone fixe)
- Les numéros commençant par 0820 ou 0821 facturés 0,12€ TTC par minute[4] (à partir d'un téléphone fixe)

Quelques années après, un troisième palier tarifaire est proposé avec les numéros 0820 20 et 0820 22, facturés 0,09 € TTC/min.
Numéro Indigo était une appellation commerciale (marque), par conséquent, on peut rencontrer des numéros en 0825 (ou 0826) et 0820 (ou 0821) qui ne sont pas fournis par l'opérateur historique (Orange) et ne portent donc pas l'appellation Indigo mais sont aux mêmes tarifs d'appel. Ces numéros de téléphone sont alors mis à disposition par les opérateurs concurrents ou via des « éditeurs » de services.
Les autres paliers tarifaires existants étaient (à partir d'un téléphone fixe) :
- Le numéro Vert, gratuit pour l'appelant
- Le numéro Azur, au prix d'un appel local
- Les numéros courts Audiotel, ou les numéros surtaxés

### Liens Externes
- http://www.svaplus.fr/
- Arcep - Réforme des services à valeur ajoutée